# ألفونسو مينينديث
ألفونسو مينينديث (بالإسبانية: Alfonso Menéndez Vallín)‏ هو نبّال إسباني، ولد في 31 مايو 1966 في أفيليس في إسبانيا. شارك في دورة الألعاب الأولمبية الصيفية لعام 1992 في برشلونة، حيث فاز بميدالية ذهبية مع فريق النبالة الإسباني، مع زملائه أنطونيو فاسكويز وخوان هولجادو. 

## وصلات خارجية
- ألفونسو مينينديث على موقع أوليمبيديا (الإنجليزية)